# Golmberg
Der Golmberg (niedersorbisch Chółm) ist mit 178 m ü. NHN die höchste Erhebung im Höhenzug Niederer Fläming. Er liegt in der Gemarkung des Ortsteils Stülpe (Gemeinde Nuthe-Urstromtal, Landkreis Teltow-Fläming, Bundesland Brandenburg) und war Jahrhunderte Kernteil eines großen Gutskomplexes um Schloss Stülpe. Das Areal grenzt an ein ehemaliges sowjetisches Militärgelände. Heute ist der Berg Teil des Naturschutzgebietes Heidehof-Golmberg.

## Geographischer Überblick und Geologie
Der Golmberg gehört zu einem kleineren Höhenzug mit sieben Gipfeln, die auch insgesamt als Golmberge bezeichnet werden. Bei dieser Benennung trägt die höchste dieser Kuppen, der Golmberg, zur Unterscheidung den Namen „Großer Kirchberg“. Während sich der Golmberg, von Norden gesehen, nur wenig aus den Waldhügeln des Niederen Flämings heraushebt, markiert er, von Süden gesehen, die Grenze der Niederungslandschaft der Flemmingwiesen im Glogau-Baruther Urstromtal südlich des Dorfes Stülpe und der Stadt Baruth. Der Höhenunterschied zum Niveau des Urstromtals beträgt auf eine Entfernung von nur 1 Kilometer rund 120 Meter. Es ist damit eines der reliefenergiestärksten Gebiete in Brandenburg.
Das Golmberggebiet wird heute als Bestandteil der Werbig-Petkuser-Staffel als Endmoräne aus der Saaleeiszeit gedeutet. Da aktuelle geologische Bohrungen auf Grund der Militärgeschichte kaum vorliegen, nimmt man in Analogie zu benachbarten Gebieten an, dass das Material, aus dem der Golmberg besteht, durch den Druck des Inlandeises intensiv gestaucht (gestört) wurde. Das Golmberggebiet selbst besteht meist aus Sanden und untergeordnet Geschiebemergel. Als Bestandteil der Altmoränenlandschaft findet man am Golmberg zahlreiche Windkanter, die während der jüngsten Weichseleiszeit entstanden, als das Gebiet zwar eisfrei, aber auf Grund des kalten Klimas kaum mit Pflanzen bewachsen war. Nur 1,5 bis 2 Kilometer nördlich des Golmberges erreichte das weichselzeitliche Inlandeis seine maximale Ausdehnung nach Süden. Das Baruther Urstromtal gehört bereits zum Jungmoränenland.
Die Formung durch Endmoränen machte den Golmberg „steinreich“. Zwischen Golmberg und Merzdorf erstreckt sich ein zusammenhängender Zug von Geschiebelagern entlang der Endmoräne. Trotz Entnahme vieler Steine für Straßen-, Kirchen- und Häuserbau liegen noch heute zahlreiche Findlinge im Wald. Herausragende Findlinge im Golmgebiet sind der „Spitze Stein“ im Jagen 101, etwa 500 m östlich des Golmberges, von 6,50 m Umfang und 1,50 m Höhe, der „Wildsuhlenstein“ von 7 m Umfang und 1,50 m Höhe, sowie „Blaue Kuh“, „Blaues Kalb“ und „Kanzelstein“ im Jagen 84, zwischen dem Gipfel und dem früheren Weg von Lynow nach Petkus (es geht die Sage, dass vor der Reformation von hier aus den Wallfahrern gepredigt wurde). Ein weiterer, kleinerer Findling aus rötlichem Granit steht bei den Fundamentresten der einstigen Schutzhütte westlich des Gipfels.
Die ursprüngliche Vegetation des Golmberg-Höhenzuges ist Eichenwald; noch 1796 wurden in der Golmforst 50.000 starke Eichen gezählt. Um 1910 wurden die Hanglagen mit Kiefern aufgeforstet.
Während die Aussicht nach Süden hinter Ließen und Petkus durch Hügelkuppen des Flämings begrenzt ist, bot der Golmberg um 1900 einen weiten Blick nach Nordwesten, Norden und Nordosten, der bei besonders klarem Wetter bis nach Berlin und Potsdam (50–60 Kilometer) reichte; Wanderbuchautoren der 1920er Jahre bezeichneten den Golmberg als „märkische Rigi“. Nach 1990 wuchsen die letzten bis dahin noch unbewaldeten Kuppen mit Eichen-, Kiefern- und Schlehenaufwuchs zu, so dass sich heute nur im Winterhalbjahr ein spärlicher Ausblick bietet.

## Naturschutzgebiet Heidehof-Golmberg

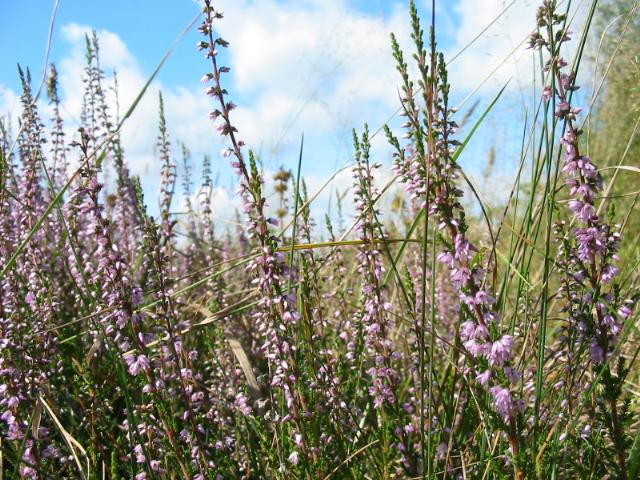
Besenheide (Calluna vulgaris)

Auf Grund der vormaligen Nutzung als Truppenübungsplatz der Roten Armee ist das Naturschutzgebiet Heidehof-Golmberg durch große Offen- und Sukzessionsflächen gekennzeichnet, die insbesondere im Golmbereich durch forstwirtschaftlich genutzte Bereiche ergänzt werden. Gemeinsam mit dem benachbarten NSG Forst Zinna Jüterbog-Keilberg zählt das Gesamtareal unmittelbar nördlich des Golmberges, das bereits zum Baruther Urstromtal gehört, zu den repräsentativsten Flugsand- und Binnendünengebieten Deutschlands.
Entsprechend den Bodenverhältnissen herrschen auf dem rund 12.000 Hektar umfassenden und unbesiedelten Schutzgebiet anspruchslose Sandheiden vor, die sich vorwiegend aus Silbergras (Corynephorus canescens), Besenheide (Calluna vulgaris) und verschiedenen Ginstern (Genista) zusammensetzen. Charakteristisch für die Vorwälder sind Birken und Kiefern, und auf dem Berg bestehen Reste reich strukturierter Eichen- und Rotbuchenwälder.
Der karge Boden beheimatet als typische Laufkäfer- und Heuschreckenfauna spezialisierte und seltene Insekten- und Spinnenarten. In den älteren Eichenbeständen findet sich der gefährdete Große Eichenbock oder Riesenbock (Cerambyx cerdo), den die Forstwirtschaft lange als Schädling eingestuft hatte. Dieser imposante Bockkäfer, dessen nach hinten gebogene Fühler beim Männchen eine Länge von zehn Zentimetern erreichen können, ist heute nach der FFH-Richtlinie der EU streng geschützt. Auch der große und seltene Hirschkäfer (Lucanus cervus) lebt im Golmer Eichenwald. Verschiedene Greifvögel und 14 Fledermausarten sind in dem Gebiet heimisch.

## Geschichte

### Namensherkunft
Die Orts- bzw. Flurbezeichnung Golm taucht in Ostdeutschland mehrfach auf und leitet sich vom slawischen Wort für Berg bzw. Hügel ab. Die Wurzel des Wortes ist aber sicher noch älter (siehe Kulm (Geographie)).

### Marienkapelle und Golmbergschatz
In der slawischen Zeit soll auf dem Gipfel ein wendisches Heiligtum in Form einer Säule gestanden haben, die dem Ort Stülpe angeblich den Namen gab, denn Pfosten, Säule bedeutet im slawischen stolp. Nach heutigem Kenntnisstand lässt sich diese Zuordnung allerdings nicht aufrechterhalten, denn die namensgebenden Pfosten standen an einem heute verlandeten See, der nördlich des Dorfes lag und 1221 erstmals Erwähnung fand. Seit 2005 krönt den Gipfel des Golmberges ein Wallfahrtskreuz, das an den früheren Wallfahrtsort mit einer Marienkapelle des Klosters Zinna (zwischen Luckenwalde und Jüterbog an der B 101 gelegen) erinnert. Die Kapelle der Zisterzienser aus der Zeit um 1435 wurde nach der Reformation vollständig abgetragen, ihre beiden gotischen Flügelaltäre und die Glocke aus dem Jahre 1498 kamen in die Kirche des nahegelegenen Stülpe und sind dort zu besichtigen.
Mit dem erhaltenen Stülper Schloss aus dem Jahr 1754 und seinem Bauherrn Adam Ernst von Rochow aus der märkischen Uradelsfamilie von Rochow aus der Zauche ist die Berglegende verbunden, dass er den Schlossbau mit der Hebung des Golmbergschatzes finanziert habe. Diesen Schatz hatten angeblich die Klostermönche auf dem Berg vergraben – sicher ist, dass die Mönche aus den Wallfahrten zu ihrer Bergkapelle erhebliche Gewinne schlugen, und verbürgt ist auch, dass sein Vorgänger als Herr in Stülpe, Friedrich Wilhelm von Rochow (1642–1701), von einem Schatzgräber mit Wünschelrute, Geräten und allerlei Hokuspokus nach dem Schatz suchen ließ.

### Überfall in der Golmheide

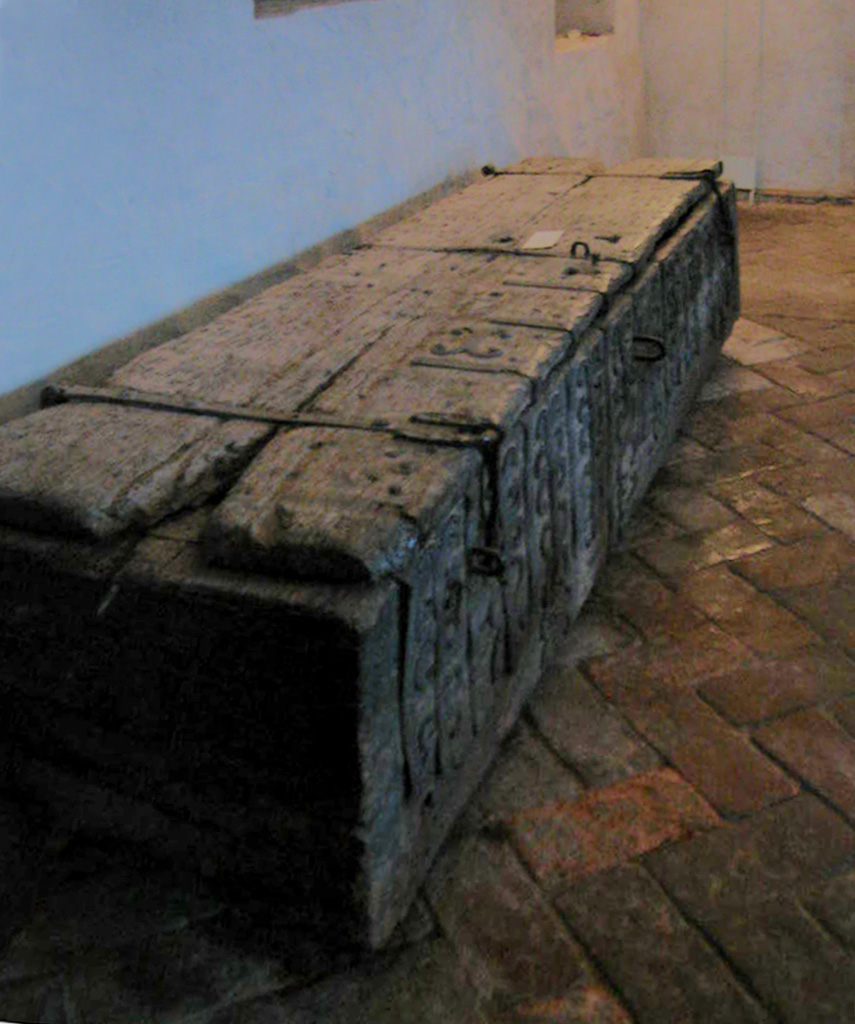
Tetzel-Kasten in St. Nikolai (Jüterbog)

Auch im 16. Jahrhundert spielten kirchliche Verdienstquellen, in diesem Fall in der Form des Ablasshandels und seines Protagonisten Tetzel, am Golmberg eine geschichtliche Rolle. In diese Begebenheit war Hans von Hake (1472–1541) aus der Familie von Hake verwickelt, die in Kleinmachnow residierte und den Rochows in Stülpe vorausging. Theodor Fontane beschreibt diese Begebenheit in seinen Wanderungen durch die Mark Brandenburg:

„Dieser Hake von Stülpe war es, der auf der Golmheide zwischen Jüterbogk und Trebbin den Ablaßkrämer Tetzel überfiel und ihm, unter der höhnischen Vorhaltung »den Ablaßzettel für erst noch zu begehende Sünden gestern von ihm gekauft zu haben« die ganze Barschaft abnahm und den Kasten bergab in den Schnee rollte.“

Auch der Begründer des historischen Realismus in der deutschen Literatur und Vorgänger Fontanes als märkischer Schriftsteller, Willibald Alexis, widmete dem Vorfall in dem Roman Der Werwolf aus dem Jahr 1847 einen Abschnitt. Der geraubte Kasten (der „Tetzelkasten“) befindet sich seither in der Kirche St. Nikolai (Jüterbog). Es besitzen jedoch einige weitere Städte einen „Tetzelkasten“ beziehungsweise sind in Legenden um den Kasten verwoben.
Dass der Überfall in der beschriebenen Form stattfand, ist tatsächlich unwahrscheinlich, da Hans von Hake das nahe Dorf Stülpe erst 1537, viele Jahre nach dem Tode Tetzels, erwarb und von Kleinmachnow erst 45 km zur Golmheide hätte reiten müssen, um Tetzel dort zu überfallen.

### Landesvermessung
Seine herausragende Lage machte den Golmberg zu einem zentralen Punkt der preußischen Landesvermessung im 19. Jahrhundert. Um 1868 vermarkte man hier einen trigonometrischen Punkt erster Ordnung. Bis zur Umstellung der Landesvermessung auf Satellitendaten in den 1990er Jahren spielte der Golmberg in der Vermessung eine wichtige Rolle. Um 1900 wurden nachts über eine Entfernung von 103 km Lichtzeichen zwischen dem Turm auf dem Golmberg und der 23 m über Grund befindlichen Besuchergalerie des Kaiser-Friedrich-Turms auf dem 119 m hohen Pimpinellenberg bei Oderberg ausgetauscht.
Der trigonometrische Punkt war mit einem weithin sichtbaren, etwa 40 m hohen Holzgerüst markiert. War das Besteigen des Gerüstes bis Anfang der 1920er Jahre verboten, konnte man es Ende der 1920er Jahre auf Leitern bis zur Mitte ersteigen. Noch bis in die 1990er Jahre stand ein zunehmend ruinöses Holzgerüst auf dem Gipfel.
Der Granit-Markstein des trigonometrischen Punktes ist bis heute erhalten. Er befindet sich nur wenige Schritte neben den Resten eines Unterstandes oder kleinen Bunkers vermutlich sowjetischer Herkunft auf dem Gipfel.

### Wanderziel
Seine herausragende Lage machte den Berg schon früh zu einem Wanderziel. Bereits um 1825 hatte der Besitzer Stülpes, Adolf F. A. von Rochow, einen etwa 12 m hohen (hölzernen?) Aussichtsturm bauen lassen, von dem aus man mit dem Fernrohr angeblich über die Fläminghöhen hinweg die Türme des 52 km entfernten Wittenberg, den 87 km entfernten Collmberg bei Oschatz, das gleichfalls 87 km entfernte Spremberg und die 80–100 km entfernten Hänge des Oderbruches um Bad Freienwalde sehen konnte. 1888 wurde der baufällige Turm neu errichtet, fiel jedoch zwei Jahre später einer Brandstiftung zum Opfer. 1867 und 1868, zur Zeit der Deutschen Reichsgründung, sowie 1895 richtete man vaterländische Feste auf dem Golmberg aus. Zur Popularität des Berges mag beigetragen haben, dass die Hanglagen zur Wandervogelzeit um 1910 gerade kahlgeschlagen waren und die Aussicht auch ohne Turm frei lag. Die Wanderer nannten den Gipfel „Hoher Golm“. Etwa 50 m westlich der Kuppe bestand 1909 eine Schutzhütte, von der nur Fundamentreste erhalten sind.

## Aktuelle Situation

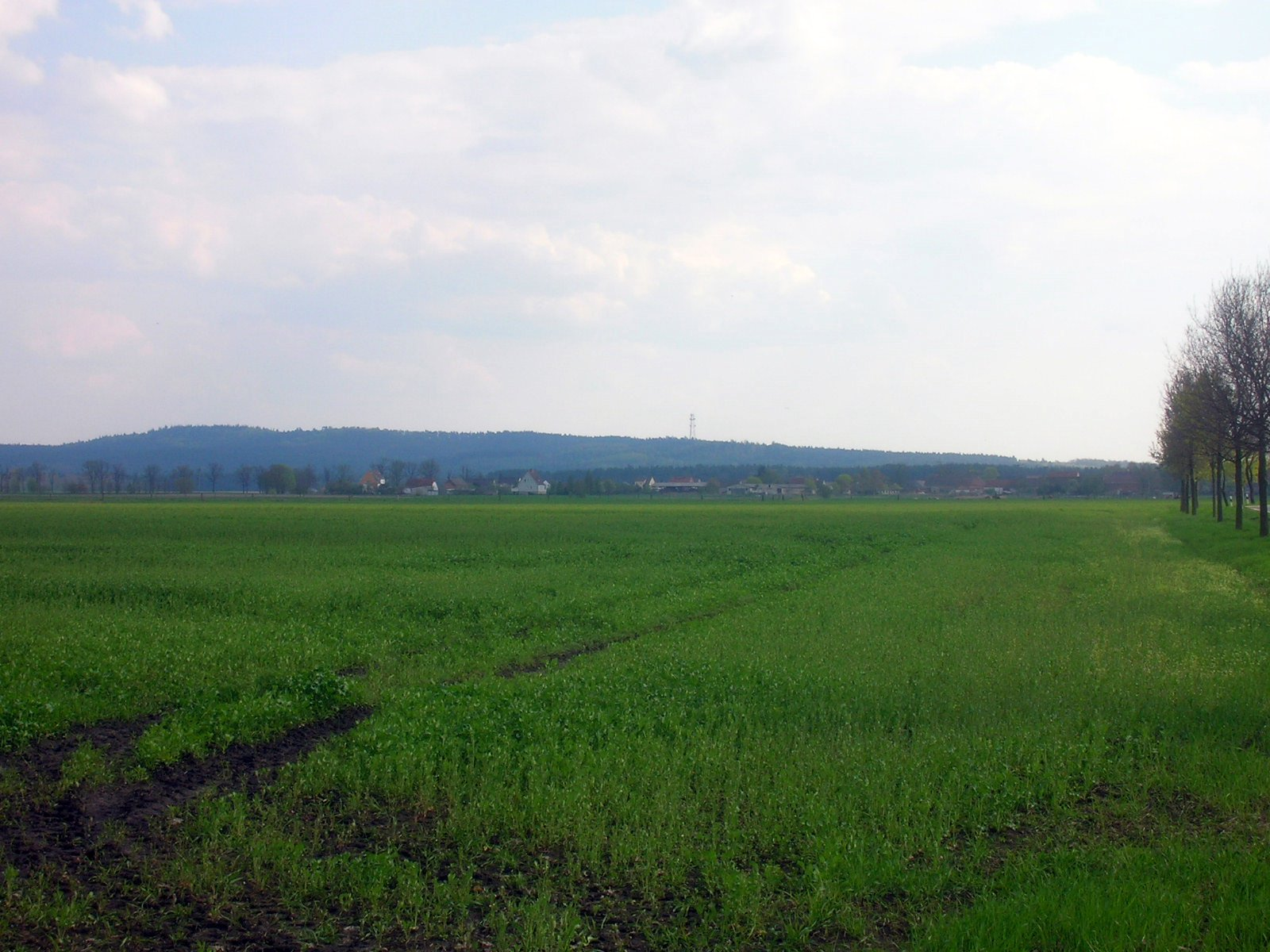
Der Golmberg von Norden, im Mittelgrund das Dorf Stülpe

Der Golmberg gehörte von spätestens 1952 bis 1994 zu einem Truppenübungsplatz der Sowjetarmee und war für Zivilpersonen vollständig gesperrt.
Heute prägt der seit Jahrzehnten etwas unterhalb des eigentlichen Gipfels stehende Funkmast aus Metall (nach der Wende von der Telekom genutzt) das Bild am Berg, in dessen unmittelbarer Nähe das Gebäude der ehemaligen Hauptrichtfunkzentrale des Schmalbandrichtfunknetzes der NVA liegt. Das Areal mit dem Gebäude und der Mast selbst sind nicht betretbar. Durch Pfosten markierte Bereiche und Wege sollen den Wanderer durch das ehemalige Militärgebiet leiten. Allerdings erfolgt die Benutzung auf eigene Gefahr, da nicht auszuschließen ist, dass beispielsweise an den Berghängen noch Reste auch scharfer Munition verblieben sind.

## Touristische Nutzung
Dicht am Rundkurs 1 des Flaeming-Skate zwischen Stülpe und Ließen gelegen, ist die zum Teil mit Eichenmischwald bestandene Landschaft um den Golmberg ein Wanderziel. Erwähnenswert ist, dass bereits noch zu Wendezeiten (DDR und Nachwende) für Zivilpersonen von Ließen aus jährlich einmal Wanderungen Einheimischer rund um den Berg bis zum Gipfel stattfanden. Regelmäßige Stationen waren dabei auch der Predigtstein, die Wolfsgrube und die Golmquelle. Die Wolfsgrube nahe der ehemaligen Schutzhütte ist vermutlich die einzige erhaltene Brandenburgs. Die Golmquelle entspringt in einem Talgrund am Nordhang des Berges, bald wieder im Kiefernwald versickernd. Zu Zeiten des Sperrgebietes wurde diese Quelle aufgestaut und von den Angehörigen der GSSD bzw. WGT als Badestelle genutzt. Ganz in der Nähe befand sich auch eine provisorische Sauna. Die alte Luthereiche auf dem Gipfel stürzte 2010 um; ihr Stamm ist noch zu sehen.